# Castello di Mestre (Castelvecchio)
Il Castello di Mestre detto Castelvecchio era una delle due fortezze, oggi scomparse, erette a difesa del borgo e del porto di Mestre. Entrambe le fortezze, Castelvecchio e Castelnuovo erano citate con l'espressione "castello di Mestre".

## Storia
Quello noto come Castelvecchio venne eretto nell'XI secolo dai Vescovi di Treviso, signori del luogo, già feudo dei conti trevisani e poi della famiglia Collalto; il castello si ergeva là dove si separavano i due rami del fiume Marzenego, ad occidente del borgo di San Lorenzo, pressappoco dove oggi sorge l'ex ospedale Umberto I (l'accesso dal Terraglio era l'attuale via Castelvecchio). La funzione della fortezza era di controllare la zona di intersezione tra la strada per Treviso e Castelfranco e i due rami del Marzenego. Alle foci del fiume (all'altezza dell'attuale SS14, poco prima del quartiere Villaggio Laguna), sorgeva l'importante porto di Cavergnago, lo scalo fluviale che garantiva gli scambi tra Treviso e Venezia e tra questa e l'intera terraferma.
L'esistenza del castello è testimoniata anche dalla bolla pontificia Justis fratrum del 1152 con cui papa Eugenio III riconosceva al vescovo Bonifacio la proprietà del castello, del porto e del borgo.
Già assalito nel 1237, il castello venne conquistato da Ezzelino da Romano verso il 1245 che lo occupò sino al 1250. Nel 1257, infine, il vescovo Adalberto III Ricco venne costretto a cederne la signoria al fratello di Ezzelino, Alberico da Romano, podestà di Treviso. Il comune trevisano prese allora ad inviare un capitano per il governo della fortezza e del borgo.
Nel 1274 il vecchio castello venne quasi completamente distrutto da un furioso incendio. Nel 1317 Cangrande della Scala incominciò a minacciare Treviso, che come contromisure rinforzò tra l'altro il castello di Mestre. Nel 1318 gli Scaligeri tentarono a più riprese di conquistare la piazzaforte, che però resistette contro ogni aspettativa. Nel 1323, però, il castello passò, assieme a Treviso, sotto il dominio veronese.
La signoria scaligera fu però breve: Venezia, minacciata dalla crescente potenza dei veronesi sulla terraferma,  reagì avviando una fase di conquista che in breve tempo la rese padrona dell'intero Veneto. Nel 1337, dunque, il castello venne conquistato corrompendone la guarnigione e, il 29 settembre, passò sotto il controllo della Repubblica di Venezia, che avviò la costruzione del Castelnuovo.
Ancora nel 1380 i Carraresi chiedevano a Venezia la concessione, assieme al Castelnuovo, dell'ancora esistente Castelvecchio. Questo venne comunque progressivamente abbandonato, fino a risultare completamente disabitato nel 1453, quando il doge Francesco Foscari concesse ai frati veneziani di San Salvador di costruire al suo posto un monastero, realizzato tra il 1468 e il 1470.